# Apófisis unciforme del hueso ganchoso
La superficie palmar del hueso ganchoso presenta en su parte inferior y ulnar, un proceso curvado, dirigidos hacia adelante y lateral, denominado apófisis unciforme o gancho del ganchoso.
Este proceso sirve de inserción, por su ápice, con el ligamento transverso del carpo y el flexor ulnar del carpo, por su superficie medial del flexor corto del dedo mínimo y del oponente del meñique; su cara lateral es acanalada para el paso de los tendones flexores en la palma de la mano.
Es una de los cuatro eminencias en la parte frontal del carpo para que el ligamento transverso del carpo de la muñeca se adjunta.